# 雅各布·尤尔卡
雅各布·尤尔卡（1999年6月13日—），捷克男子击剑运动员，他曾代表国家参加2020年和2024年夏季奥林匹克运动会，其中在2024年夏季奥运会上获得男子重剑团体铜牌。